# Vara de Rey
Vara de Rey é um município da Espanha na província de Cuenca, comunidade autónoma de Castilla-La Mancha, de área 128,13 km² com população de 637 habitantes (2004) e densidade populacional de 4,97 hab/km².

## Demografia
| Variação demográfica do município entre 1991 e 2004 | Variação demográfica do município entre 1991 e 2004 | Variação demográfica do município entre 1991 e 2004 | Variação demográfica do município entre 1991 e 2004 |
| --------------------------------------------------- | --------------------------------------------------- | --------------------------------------------------- | --------------------------------------------------- |
| 1991                                                | 1996                                                | 2001                                                | 2004                                                |
| 809                                                 | 751                                                 | 722                                                 | 637                                                 |